# Phace
Phace (* 7. März, bürgerlich Florian Harres) ist ein deutscher Musikproduzent, DJ und Sound Designer aus Hamburg, der vor allem für seine Drum and Bass Veröffentlichungen auf Musiklabels wie Subtitles Music von TeeBee, Renegade Hardware, Virus Recordings von Ed Rush & Optical, OWSLA von Skrillex, Mau5trap von Deadmau5 oder Vision / Division Recordings von Noisia bekannt ist.
Zusammen mit Michael Bräuninger betreibt Florian Harres die Labels Neosignal Recordings und NËU MUSIC und ist als „Neosignal“ (ebenfalls mit Michael Bräuninger) auch in den Genres Halftempo/Beats/Bass aktiv.

## Geschichte
Das Projekt Phace wurde 2000 von Florian Harres und Nicolas Ruoff in Saarbrücken gegründet. Von 2003 bis 2007 lebte Florian Harres zunächst in Köln und Düsseldorf, Nicolas Ruoff in Luxemburg. Ruoff verließ das Duo 2007 und Harres ist seitdem alleiniger Produzent und lebt in Hamburg.
2006 wurde Phace bei den Future Music Awards zum „Besten Drum & Bass DJ & Produzenten Deutschlands“ gewählt. Sein Debüt-Album PSYCHO, veröffentlicht 2007 auf Subtitles Music, wurde vom britischen Mixmag Magazine zum Album des Monats ernannt. Sein 2018 erschienenes Album BETWEEN erlangte diesen Titel ebenfalls. 
Bis heute veröffentlichte Phace fünf Alben, tourt, vertreten durch Agenturen in London und Los Angeles, international und bespielt neben Club-Shows zahlreiche Musikfestivals wie EDC, Beyond Wonderland, Let it Roll, UAF, Outlook, Dour, Fusion oder Boomtown.
Neben zahlreichen Kollaborationen unter dem LINKED SERIES Banner veröffentlichte Phace seit 2019 mehrere Singles sowie 2020 seine aktuelle Solo-EP unter dem Titel 'CAGED' auf Noisia's Vision Recordings.

## Neosignal & NËU
Phace gründete 2008 zusammen mit dem Stuttgarter Musikproduzenten und DJ Misanthrop (bürgerlich Michael Bräuninger) das Musiklabel Neosignal Recordings, auf dem vorwiegend eigene Musik-Produktionen vertrieben werden.
Nach jahrelanger Zusammenarbeit als Drum-and-Bass-Produzenten entschieden sich Phace und Misanthrop 2011 dazu, zusätzlich unter dem Namen Neosignal als Duo aufzutreten. Diese Zusammenarbeit bietet dem Duo eine Veröffentlichungsplattform mit einem breiteren Spektrum an elektronischer Musik. Im März 2013 debütierte das Projekt seine audio-visuelle Live-Show (basierend auf Ableton Live) im renommierten Londoner Fabric Club.
Ende 2017 wurde das zweite gemeinsame Label unter dem Namen NËU MUSIC gegründet, welches als Plattform vor allem zur Förderung junger Talente und Genre-übergreifender Musikproduktionen dient.

## Diskografie

### Alben
- Psycho LP (2007, Subtitles Music)[9]
- From Deep Space LP (2010, Neosignal Recordings), mit Misanthrop
- Shape The Random LP (2015, Neosignal Recordings)
- Between LP (2018, Neosignal Recordings)
- Everyday LP (2024, Deadbeats)[10]

### EPs
- NOW & Tomorrow EP (2005, Subtitles Music)
- Energy EP (2011, Neosignal Recordings), mit Misanthrop
- Motor EP series (2013, Neosignal Recordings), mit Misanthrop, aufgegliedert in Motor und Waveform
- Vitreous EP (2013, Neosignal Recordings)
- Phace & Friends EP (2016, Critical Music)
- Plastic Acid EP (2017, Blackout Music)
- Wastemen EP (2017, Neosignal Recordings)
- Caged EP (2020, Vision Recordings)

### Singles
- Blacksmoker (2004, .shadybrain Music)
- Fraxion (2004, Protogen), A-Seite (Subsystem Remix, Original von Typecell) von Subwave
- Dead Air (2005, Renegade Hardware), mit Noisia und Stu von Cause 4 Concern, A-Seite (Sacrifice) von The Upbeats und Noisia
- Brainwave / Polymers (2005, Subtitles Music)
- Hot Rock / Moore’s Law (2005, Subtitles)
- Cavity (2006, Syndrome Audio), mit N.Phect, B-Seite (No Escape) von Mindscape
- Confront (2006, Fullforce Recordings), mit N.Phect, B-Seite (Bruteforce) von N.Phect und Dizplay
- Deep Throat (2006, Basswerk), mit N.Phect und Dizplay, B-Seite (MoFo) von N.Phect und Complex
- Lost (2006, Renegade Hardware), Teil von Carpe Diem - Part 1: Abysuss
- Homeworld / Outsource (2006, Citrus Recordings), mit Noisia
- Unveil (2006, Virus Recordings), mit Noisia, A-Seite (End Game) von Noisia
- Crocker (2007, Syndrome Audio), B-Seite (The Zodiac) von Catacomb
- Love Sex Pain (2007, Full Force Recordings), mit Mayhem, B-Seite (Quantum Leap) von State of Mind
- Off Center (2007, Shadow Law Recordings), mit Misanthrop, B-Seite (Descend) von Chook
- Krunk Time (2007, Renegade Hardware), Teil von Above The Game
- Cannonball / Levitation (2007 Vision Recordings), mit Noisia, Teil der Collision EP
- Animal / Zeitgeist (2008, Shadow Law Recordings)
- Cold Champagne / Astral Projection (2008, Neosignal Recordings)
- Fortune / Hyzer (2008, Subtitles Music)
- Hot Rock (VIP) / Brainwave (VIP) (2008, Subtitles Music)
- Life Goes On / Stretch Pack (2008, Subtitles Music), mit Rawtekk und Eisblume
- Sculptured / Frozen (2008, Full Force Recordings), mit Chook
- Alive (2008, Subtitles Music), A-Seite (Viperfish VIP) von Misanthrop
- Dying Off The Light (2008, Lifted Music), mit Spor, Teil der From The Inside Out EP
- Mammoth / Sore Point (2009, Neosignal Recordings), A-Seite mit Misanthrop, B-Seite mit Noisia
- Absurd / Vintage (2010, Neosignal Recordings)
- Desert Orgy / Stagger (2010, Neosignal Recordings), A-Seite mit Misanthrop, B-Seite mit Noisia
- Floating Zero (2010, Invisible Recordings), mit Noisia, Teil der Floating Zero EP
- Strange Science (2010, Shogun Audio / Ram Records), Teil von Evolution EP Series - Volume 1 bzw. Andy C - Nightlife 5
- Freedom of Filth (2011, Critical Music), Teil der Sequence EP Volume 1
- Lightyears Apart (2011, Shadowlaw Recordings), mit Mayhem, B-Seite (Shibuya) von Mayhem
- Program (2011, Vision Recordings), mit Noisia, B-Seite (Regurgitate) von Noisia
- Teufelswerk (2011, Neodigital), B-Seite (Hammerfaust) von Misanthrop
- Basic Memory (2011, Neosignal Recordings). B-Seite (Y) von Misanthrop
- Imperial (2012, Vision Recordings), mit Noisia, Teil der Imperial EP
- Rat Race (2012, Hospital Records), mit Rockwell, Teil von Hospitality: Drum & Bass 2012
- Stresstest (2012, Neosignal Recordings), B-Seite (Ballbag) von Alix Perez und Rockwell
- Progression / Système Mécanique (2012, Neosignal Recordings), A-Seite mit Misanthrop
- Sex Sells / Nordwand (2014, Neosignal Recordings), mit Misanthrop
- Consonance / Locust (2018, NËU Music), mit Signal
- Deep Down (2018, Vision), mit Noisia
- LINKED 01 (2019, Neosignal Recordings), mit Mefjus
- LINKED 02 (2019, Neosignal Recordings), mit Noisia
- Block (2019, Obsolete Medium), mit Rockwell
- Bubble (2019, Vision), mit Mefjus
- Kontrol (2019, Jannowitz Records), mit André Winter
- LINKED 03 (2020, Neosignal Recordings), mit Subtension
- LINKED 04 (2020, Neosignal Recordings), mit Was A Be
- LINKED 05 (2021, Neosignal Recordings), mit Submarine
- LINKED 06 (2021, Neosignal Recordings), mit Kemal
- LINKED 07 (2021, Neosignal Recordings), mit Buunshin
- LINKED 08 (2021, Neosignal Recordings), mit Affe Maria
- LINKED 09 (2021, Neosignal Recordings), mit Synergy
- LINKED 10  (2022, Neosignal Recordings), mit Grey Code, Mefjus, Emperor, Yunis
- LINKED 11 (2022, Neosignal Recordings), mit Muadeep
- LINKED 12 (2023, Neosignal Recordings), mit Maysev
- ASSUMPTION (PHACE VIP) (2023, Neosignal Recordings), mit Missin
- ACOLYTE (PHACE VIP) (2023, Neosignal Recordings), mit Buunshin
- DAWGS (2024, Nexus Recordings UK), mit Annix
- DIGGA (2024, Neosignal Recordings)
- Der Kick (2025, Notaufnahme Records), mit Doctor de la Noche
- FUEGO (2025, Neosignal Recordings)
- IS IT (2025, Pilot Records UK), mit Blooom
- LINKED 13 (2025, Neosignal Recordings), mit iFeature
- LINKED 14 (2025, Neosignal Recordings), mit Ruuina
- LINKED 15 (2025, Neosignal Recordings), mit Tom Finster
- CURSL/CRAFT (2025, Overview UK), mit Yaano[11]

## Diskografie Neosignal

### Alben und EPs
- Raum und Zeit LP (2013, Division Recordings)
- Space Gsus EP (2014, Division Recordings)

### Singles und Remixe
- Stigma (Neosignal Remix) (2012, Mau5trap Recordings), Original von Noisia, Musiklabel von Deadmau5
- Childhood Memories (Neosignal Remix) (2012, Shogun Audio), Original von Rockwell
- Eastern Thug (Neosignal Remix) (2012, OWSLA), Original von KOAN Sound, Musiklabel von Skrillex
- Planet Online / Angst (2013, Division Recordings)
- Aeropolis (Neosignal Remix) (2013, Kitsuné Music), Original von Beataucue
- Incarnation (Neosignal Remix) (2014, Mau5trap Recordings), Original von Le Castle Vania